# رياح خلفية
الرياح الخلفية Tailwind هي الرياح التي تهب في نفس اتجاه حركة الجسم، لذلك فإنها تزيد من سرعة الجسم؛ وبالتالي تقلل من الوقت اللازم للوصول إلى الوجهة المطلوبة. وعادة ما تقاس الرياح الخلفية بالنسبة لسرعة المركبات - المائية والجوية- . وعل النقيض من الرياح الخلفية هناك الرياح المقابلة.
في الملاحة الجوية، فإن الرياح الخلفية غير مرغوبة في الإقلاع والهبوط. ونتيجة لذلك، من الشائع أن يختار الطيارين والمراقبين الجويين الإقلاع اوالهبوط في اتجاه أحد المدارج أثناء هبوب الرياح المقابلة.

## رياضيا
يقوم الطيار بحساب الرياح المقابلة، والرياح الخلفية والرياح المتعامدة إذا كانت موجودة بالفعل. الرياح المقابلة والرياح الخلفية هي دالة جيب التمام cosine، بينما الرياح المتعامدة هي دالة جيب الزاوية sine. الرياح المقابلة والرياح الخلفية لا تكون متزامنة-لا تحدث في وقت واحد- في الظروف العادية. إن وجود الرياح الخلفية أوالمقابلة، ضروري لحساب السرعة الأرضية -سرعة المركبة + سرعة الرياح التي تدفع المركبة- للطائرة.
لنفترض أن:
A = زاوية اتجاه الرياح من اتجاه حركة المركبة
WS = سرعة الرياح الكلية –التي تم قياسها-
CW = الرياح المتعامدة
TW = الرياح الخلفية
ثم
Sin(A)* WS = CW
Cos(A)* WS = TW
على سبيل المثال إذا كانت الرياح في 09015 يعني أن الرياح حاليا في اتجاه 90 درجة، وسرعة 15 عقدة والطائرة تقلع من المدرج (24)؛ في اتجاه 240. وسوف يستخدم جانب المدرج مع فرق 90 من اتجاه الرياح.
في هذه الحالة المدرج 06؛ في اتجاه 060
الرياح المتعامدة = Sin(090-060) * 15 ≈ 7,5
الرياح الخلفية= Cos(090-060) * 15 ≈ 13
أي أن الطائرة تتأثر برياح متعامدة سرعتها 7.5 عقدة، ورياح خلفية سرعتها 13 عقدة، على مدرج 06 أو رياح خلفية بسرعة 13 على مدرج 24 . وعادة ما يكون للطائرات قيم قصوى للرياح الخلفية والرياح المتعامدة لا يمكن أن تتجاوزها. إذا كان اتجاه الرياح 80 درجة فما فوق، تكون الرياح متعامدة كليا. إذا تجاوز اتجاه الرياح 100 درجة، فإن الإجراء الشائع هو الإقلاع والهبوط من الجانب المعاكس من المدرج، ويكون لها اتجاه 060 في المثال المذكور أعلاه.